# Mini Cooper SE

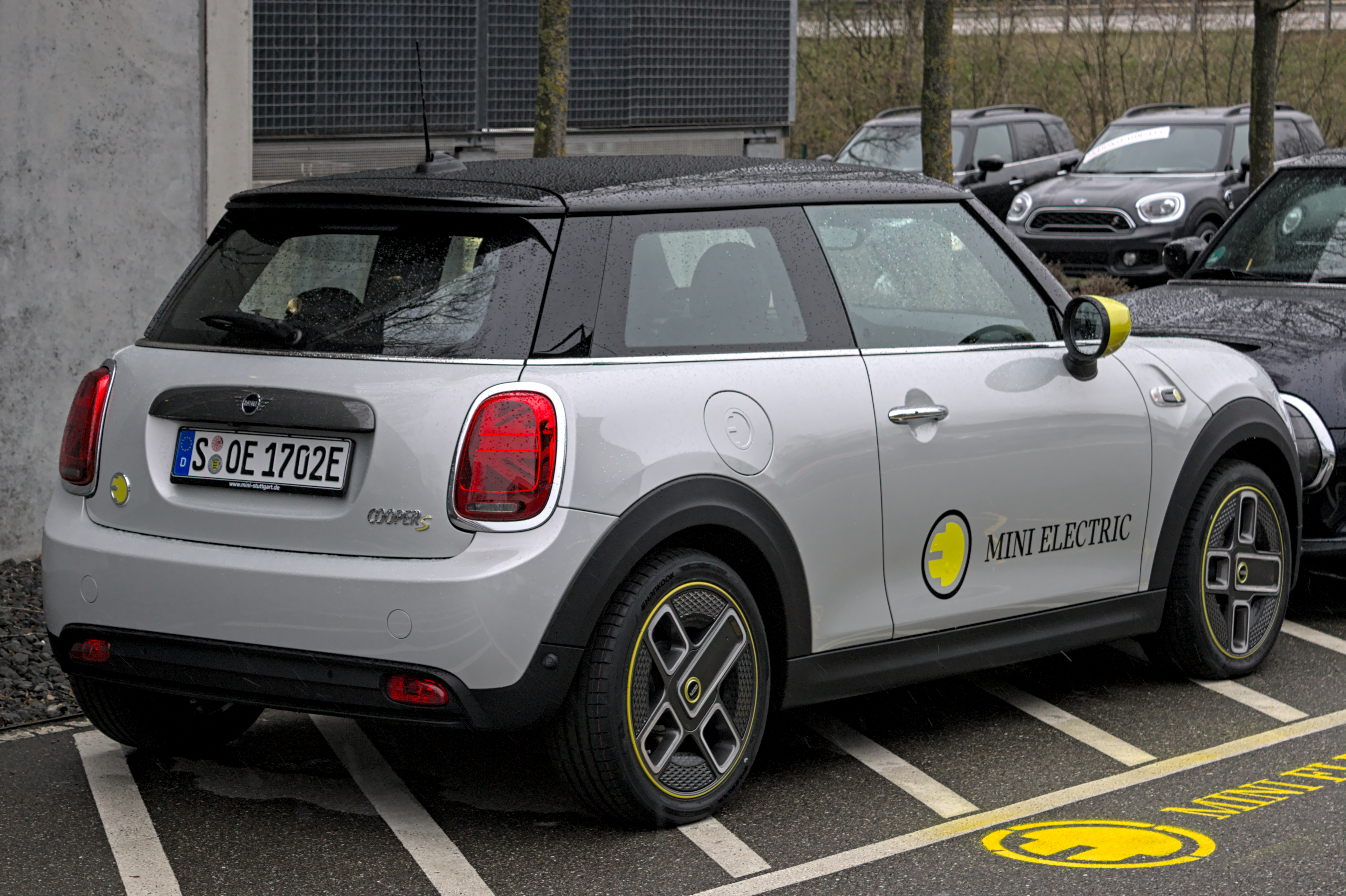
Heckansicht

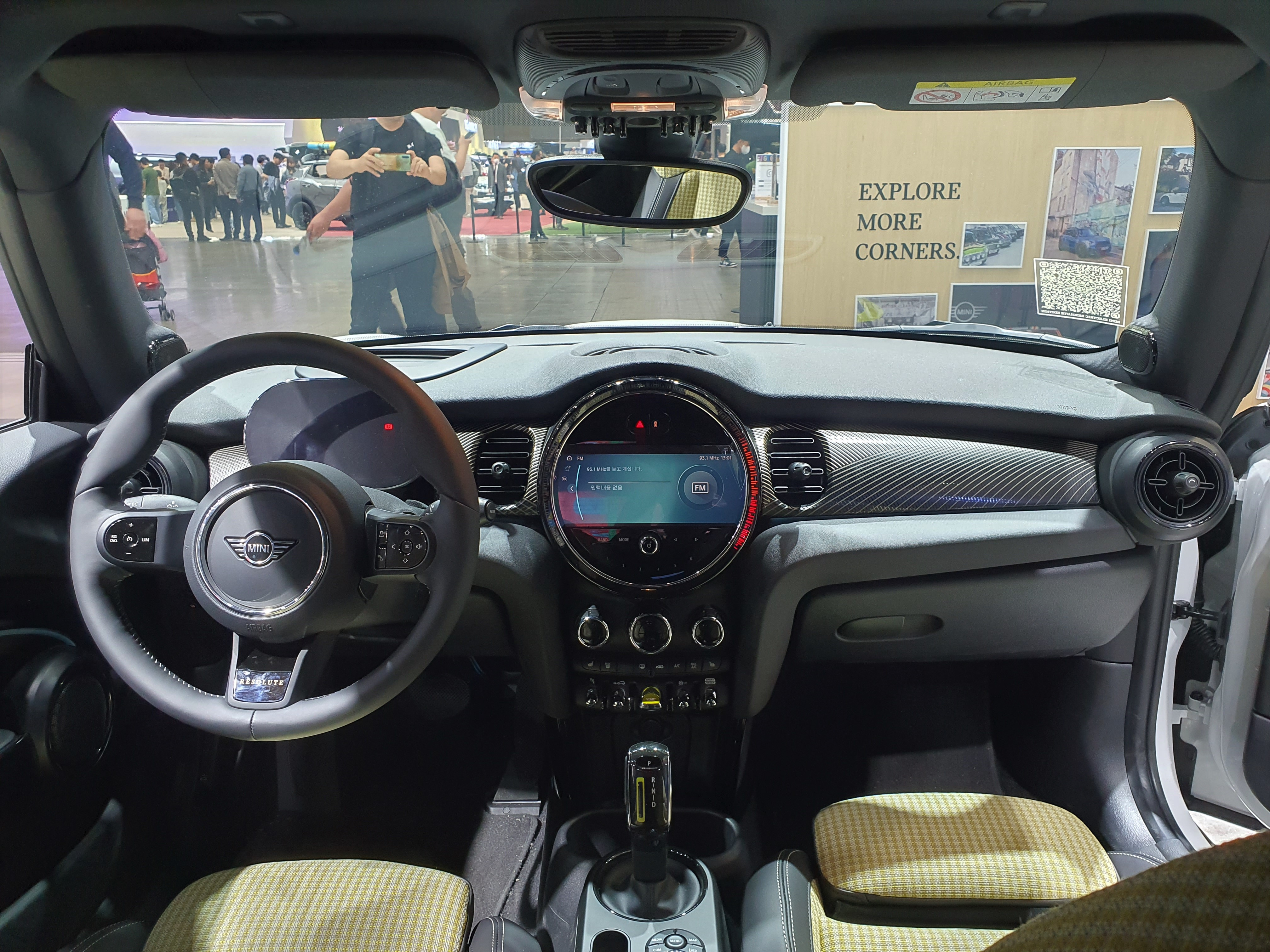
Innenraum

Der Mini Cooper SE ist ein Elektroauto der Marke Mini. Er basiert auf dem Mini F56 und wurde am 9. Juli 2019 offiziell vorgestellt. Etwa einen Monat vorher ließ die BMW Group einen Mini SE eine 150 t schwere Boeing Frachtmaschine ziehen; die Bilder waren in den sozialen Medien abrufbar. Er war ab März 2020 erhältlich. Hergestellt wurde der Wagen in Oxford.

## Serienfahrzeuge
Der Mini Cooper SE hat Vorderradantrieb mit einem Elektromotor mit einer maximalen Leistung von 135 kW (184 PS)  der aus einer 33 kWh großen Antriebsbatterie gespeist wird. Der Akku beeinträchtigt den Laderaum nicht, denn der erforderliche Platz wird durch eine Höherlegung des Fahrwerks um 18 Millimeter geschaffen. Der Akku (von CATL) wird flüssigkeitsgekühlt und befindet sich in T-förmiger Anordnung im Mitteltunnel und unter der Rücksitzbank. Sein Gewicht lastet zu 54 % auf den Vorderrädern und zu 46 % auf den hinteren.
Der Elektromotor mit maximalem Drehmoment von 270 Nm wurde aus dem BMW i3 übernommen, beim Mini treibt er aber die Vorderräder an. Dieser ist gemeinsam mit der Leistungselektronik als komplettes Modul gestaltet, das sich anstelle des konventionellen Verbrennermotors in die vorhandenen Montagepunkte in den Motorraum einfügt und den Mini bis auf 150 km/h beschleunigt. Der durchschnittliche Verbrauch mit 13,2 bis 15,0 kWh angegeben und die Zeit für einen Sprint von 0 km auf 100 km/h mit 7,3 Sekunden. Die Normreichweite beträgt 270 km; in der Praxis liegt die Reichweite bei rund 200 km. Der Innenraum wird mittels einer Wärmepumpe geheizt, womit im Winter die Reichweite weniger stark beeinträchtigt wird.
Geladen wird wahlweise mit bis zu 11 kW Wechselspannung oder mit bis zu 50 kW Gleichspannung. Laden von 0 % auf 80 % mit 11 kW dauert zweieinhalb Stunden und mit 50 kW etwa 35 Minuten. Während der Fahrt sind zwei Rekuperations-Stufen einstellbar.
Der Mini Cooper SE war seit März 2020 in vier Ausstattungsvarianten erhältlich, die Trim Level genannt wurden. Das Trim S war dabei die günstigste Variante und verfügte über LED-Scheinwerfer, Klimaautomatik und elektronische Anzeigen. Trim M hatte auch eine Park Distance Control mit Rückfahrkamera, Trim L hatte zusätzlich das Mediapaket "MINI Connected Navigation Plus" und Trim XL auch Ledersitze und ein Panorama-Glasdach.

### Modellpflege 2021, Editionsmodell 2022
Im März 2021 wurde wie beim Verbrennermodell eine Modellpflege durchgeführt. Dabei wurde die Zahl der gelben Design-Akzente reduziert. 
Die seitlichen Blinker und die Nebelschlussleuchte hatten nun LED-Lampen. Gegen Aufpreis waren adaptive LED-Scheinwerfer mit Abbiegelicht, Matrix-Fernlicht und Schlechtwetterlicht erhältlich; letzteres ersetzte Nebelscheinwerfer. Die Trim Level wurden in Essential, Classic, Electric und Yours mit jeweils steigender Ausstattung und spezifischen Design-Akzenten neu definiert.
Ab Februar 2022 wurde der Mini Cooper SE, ebenso wie die Version mit Verbrennungsmotoren, auch im Farbton Rebel Green mit weißem Dach als Resolute Edition angeboten, die keine Chromverzierungen hatte: Leuchteneinfassungen und Türgriffe waren in Bronze (Resolute Bronze) gestaltet, unter anderem waren Logos und Schriftzüge glänzend schwarz lackiert. Die Sitzbezüge waren kariert.
Ab Mitte März 2022 konnten Motorredakteure schon im Modell der nächsten Generation, das im Oktober 2023 erschien, mitfahren. Auch erschienen bereits Bilder von der teilweise getarnten Armaturentafel mit einem runden Zentraldisplay. Anfang April 2023 wurden Bilder der neuen Generation von einem Fotoshooting in Los Angeles geleakt; Mini veröffentlichte bald darauf erste offizielle Bilder der neuen Generation, aber keine weiteren Infos.

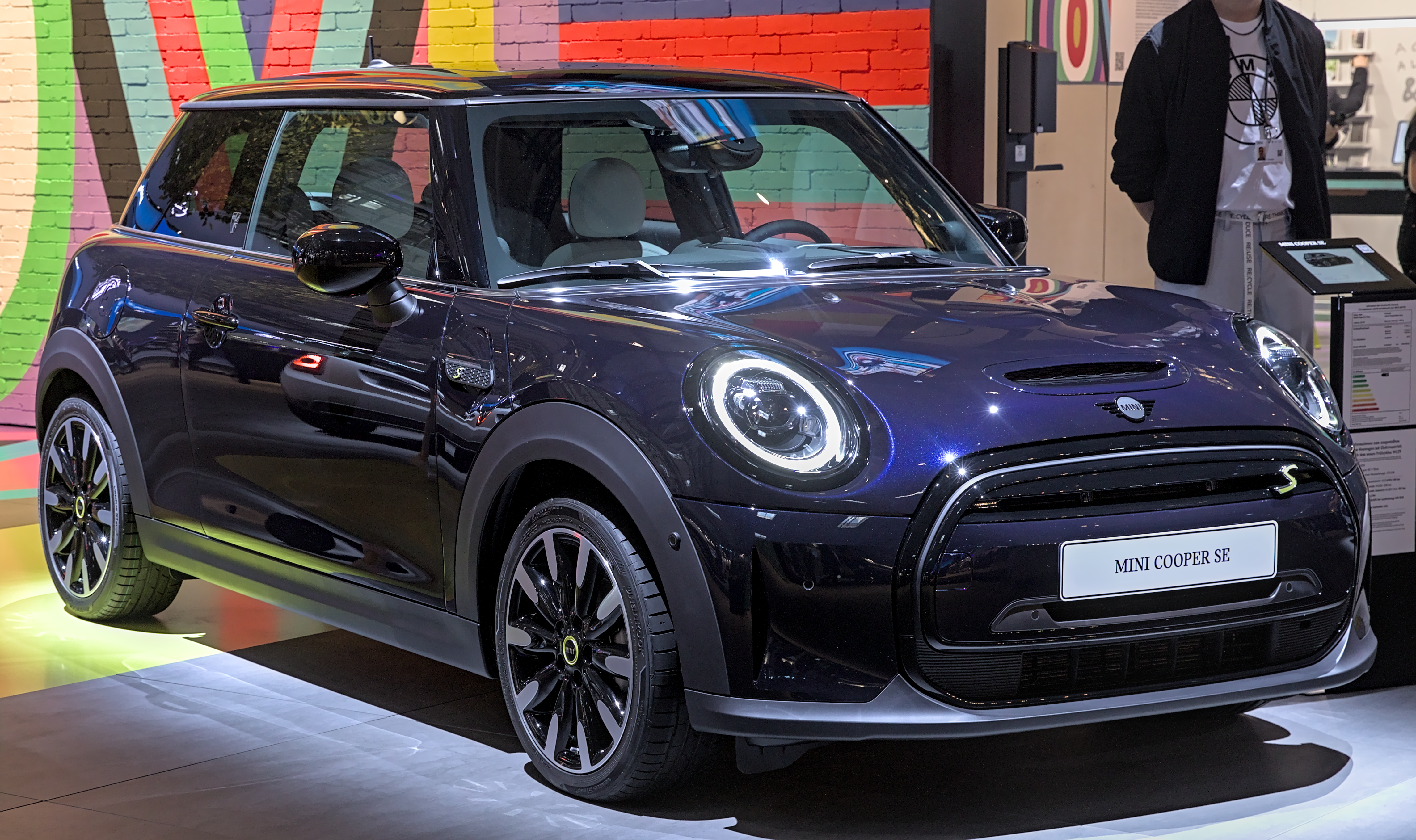
Mini Electric ohne vollständig schwarze Kühlergrilleinfassung (2021–2023, hier auf der IAA 2021)
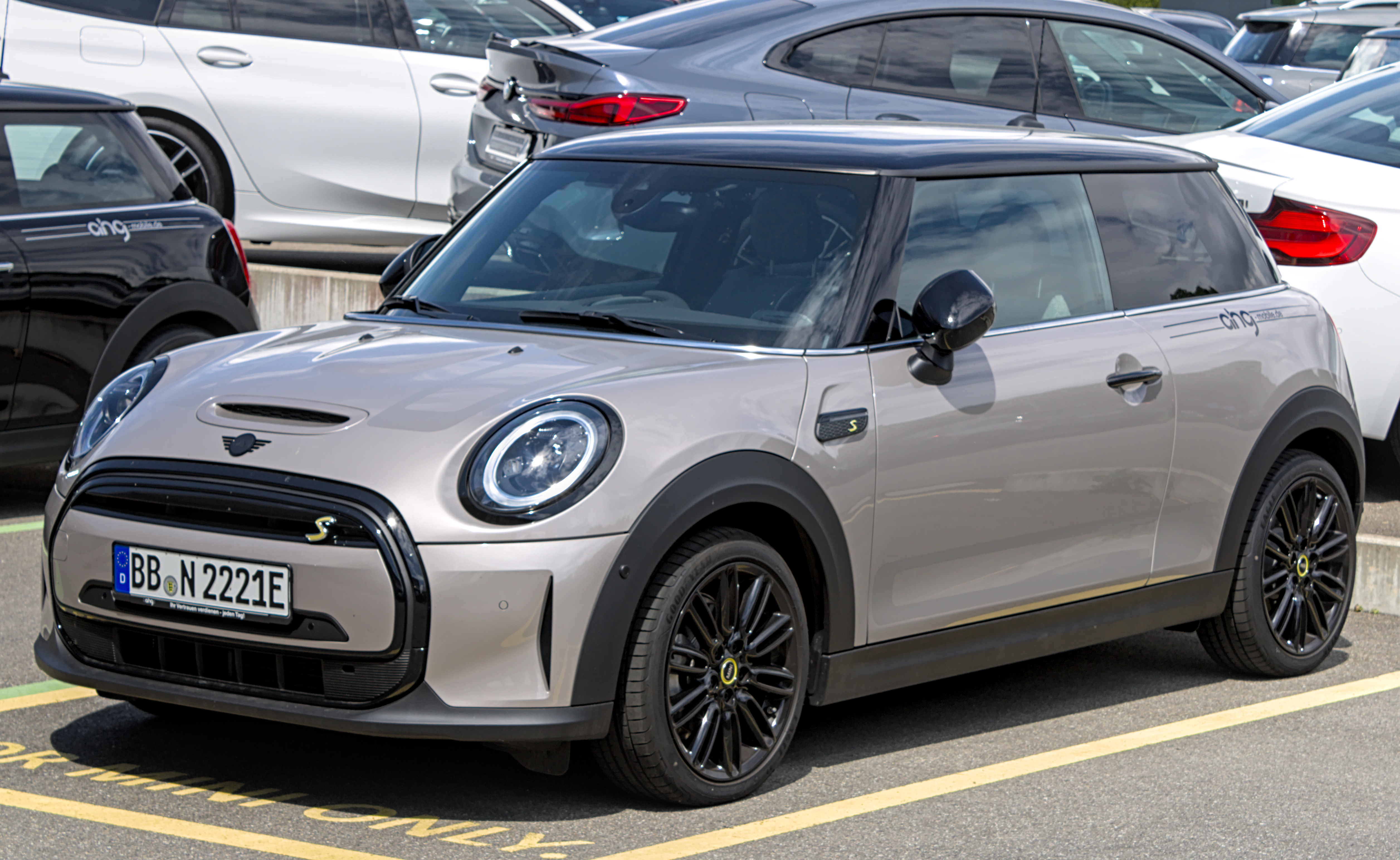
Mini Electric (2021–2023)
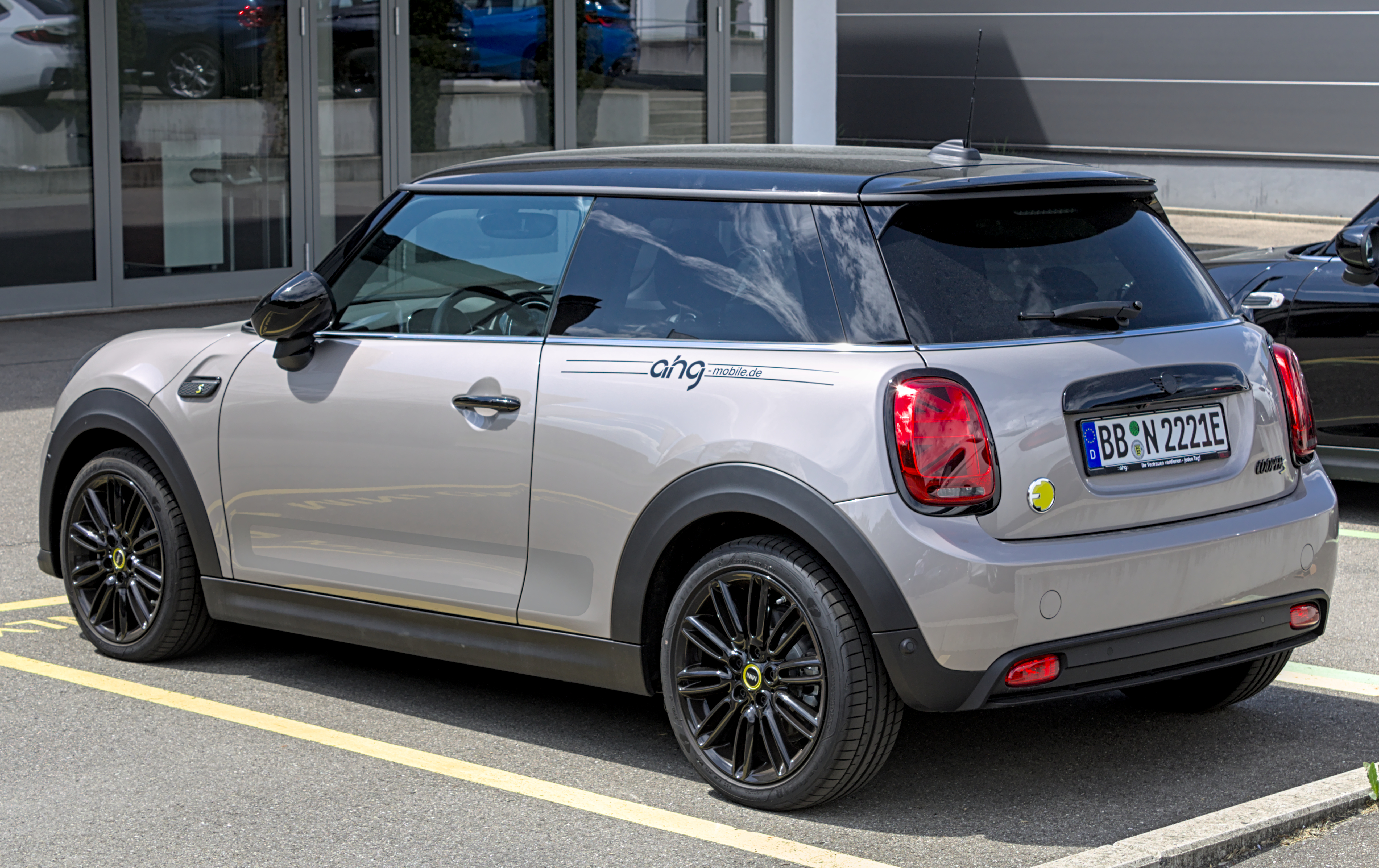
Heckansicht
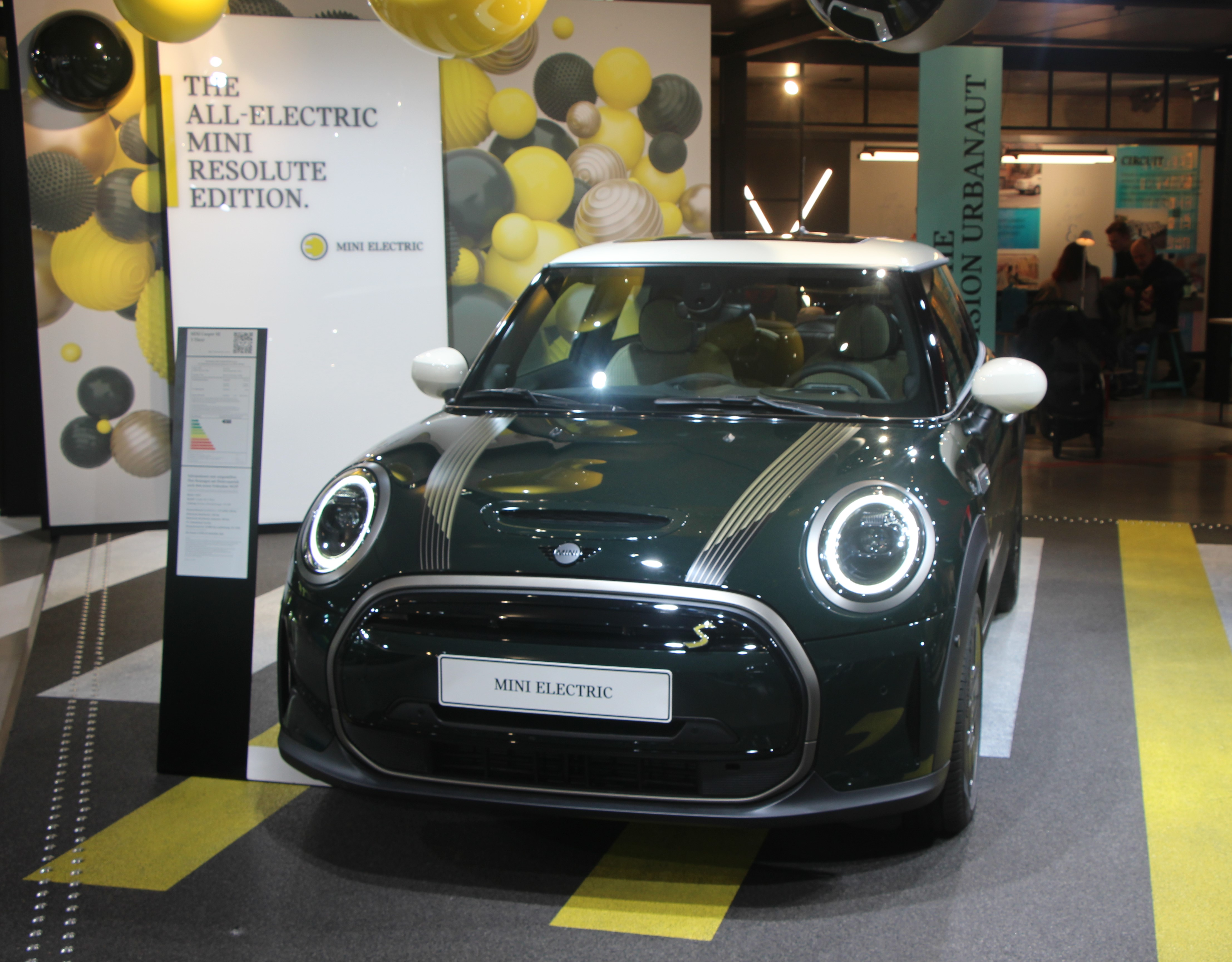
Mini Electric Resolute Edition

### SE Cabrio
Im Juli 2022 wurde eine offene Version des Fahrzeugs als Einzelstück bei der Veranstaltung Mini takes the States vorgestellt. Es sollte zeigen, wie Mini sich das Cabriolet elektrifiziert vorstellt. Der Antrieb wurde aus dem Schrägheck übernommen, auf 100 km/h soll das Cabriolet statt in 7,3 in 7,7 Sekunden beschleunigen. Da das Feedback auf das Einzelstück positiv war, legte die BMW Group eine auf 999 Exemplare limitierte Auflage des SE Cabrio auf. Diese kam im April 2023 auf den Markt.

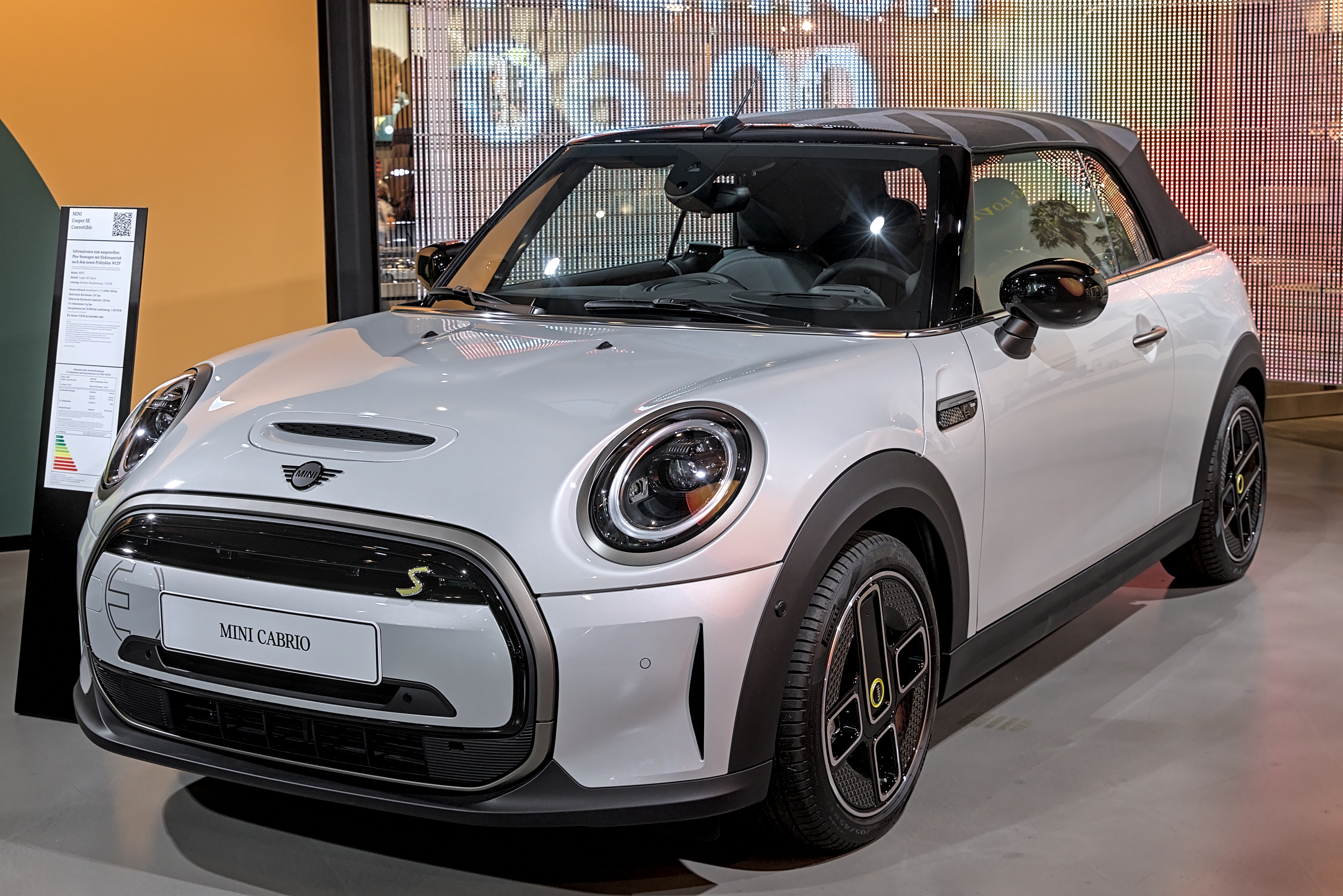
Mini Cabrio Electric (2023)

## Technische Daten
|                                     | Mini Cooper SE                                               | Mini Cooper SE Cabrio                                        |
| ----------------------------------- | ------------------------------------------------------------ | ------------------------------------------------------------ |
| Bauzeitraum                         | 03/2020–12/2023                                              | 04/2023–09/2023                                              |
| Motorkenndaten                      |                                                              |                                                              |
| Motorbezeichnung                    | IB1P23M0                                                     | IB1P23M0                                                     |
| Motorart                            | Elektromotor                                                 | Elektromotor                                                 |
| Motorbauart                         | Permanenterregter Synchronmotor mit erhöhtem Reluktanzanteil | Permanenterregter Synchronmotor mit erhöhtem Reluktanzanteil |
| Spitzenleistung                     | 135 kW (184 PS)                                              | 135 kW (184 PS)                                              |
| Nennleistung/-drehzahl              | 75 kW (102 PS) bei 4800/min                                  | 75 kW (102 PS) bei 4800/min                                  |
| max. Drehmoment                     | 270 Nm                                                       | 270 Nm                                                       |
| Antriebsbatterie                    |                                                              |                                                              |
| Energieinhalt, brutto / netto       | 32,6 kWh / 28,9 kWh                                          | 32,6 kWh / 28,9 kWh                                          |
| Thermomanagement                    | aktive Flüssigkeitskühlung                                   | aktive Flüssigkeitskühlung                                   |
| Messwerte                           |                                                              |                                                              |
| Reichweite nach WLTP                | 203–234 km                                                   | 201 km                                                       |
| Stromverbrauch auf 100 km nach WLTP | 15,2–17,6 kWh                                                | 17,2 kWh                                                     |
| Beschleunigung, 0–100 km/h          | 7,3 s                                                        | 8,2 s                                                        |
| Höchstgeschwindigkeit (1)           | 150 km/h                                                     | 150 km/h                                                     |
| Ladezeit (2) Gleichstrom (3)        | 30 min                                                       |                                                              |
| Ladezeit (2) Wechselstrom (4)       | 2,5 h                                                        |                                                              |
| Leergewicht nach EG 92/21           | 1440 kg                                                      | 1500 kg                                                      |
| zulässiges Gesamtgewicht            | 1770 kg                                                      | 1770 kg                                                      |
| Zuladung                            | 330 kg                                                       | 330 kg                                                       |

## Konzeptfahrzeuge

### Mini E (2009)
Eine erste elektrische Variante des Mini wurde etwa 2009 in Feldversuchen zur Elektromobilität in Berlin, München, London und den USA getestet. In den USA wurden 500 Mini E an Privatleute und Firmen für ein Jahr zu 850 Dollar pro Monat verleast.
Die Fahrzeuge verfügten über einen Elektromotor mit 150 kW (204 PS) und einem Drehmoment von 220 Nm, eine Beschleunigung von 0 auf 100 km/h in 8,5 s und eine elektronisch begrenzte Spitzengeschwindigkeit auf 160 km/h. Der Akkumulator benötigte so viel Platz, dass er anstelle der Rückbank untergebracht wurde und im Fahrzeug nur noch zwei Sitzplätze vorhanden waren. Das Kofferraumvolumen wurde durch die Akkumodule ebenfalls beeinträchtigt und betrug 60 l. Das Fahrzeug war 300 kg schwerer als die Verbrennerversion. Die Reichweite war mit 200 bis 250 km und die Akkuladezeit mit 2 Stunden angegeben.

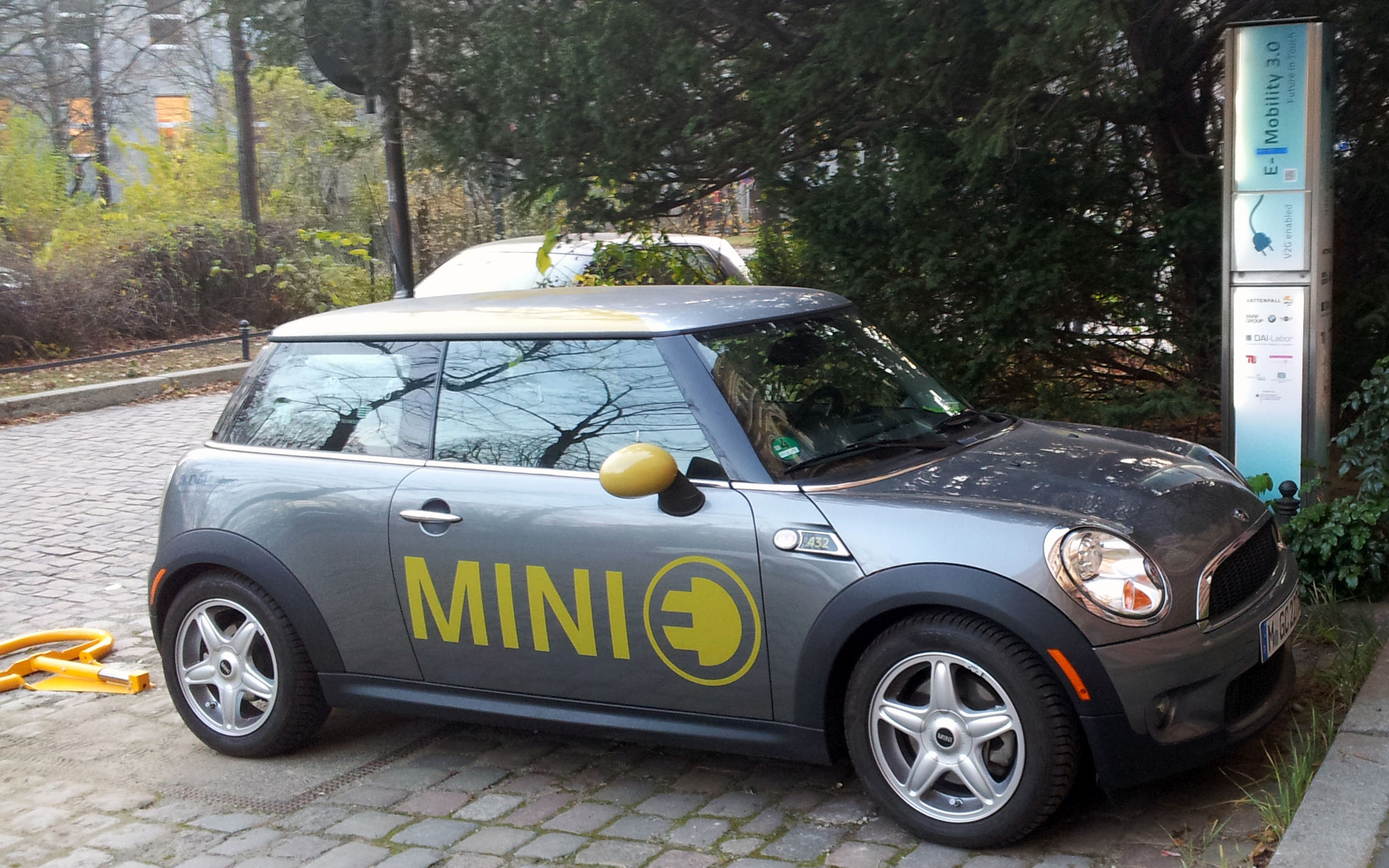
Mini E
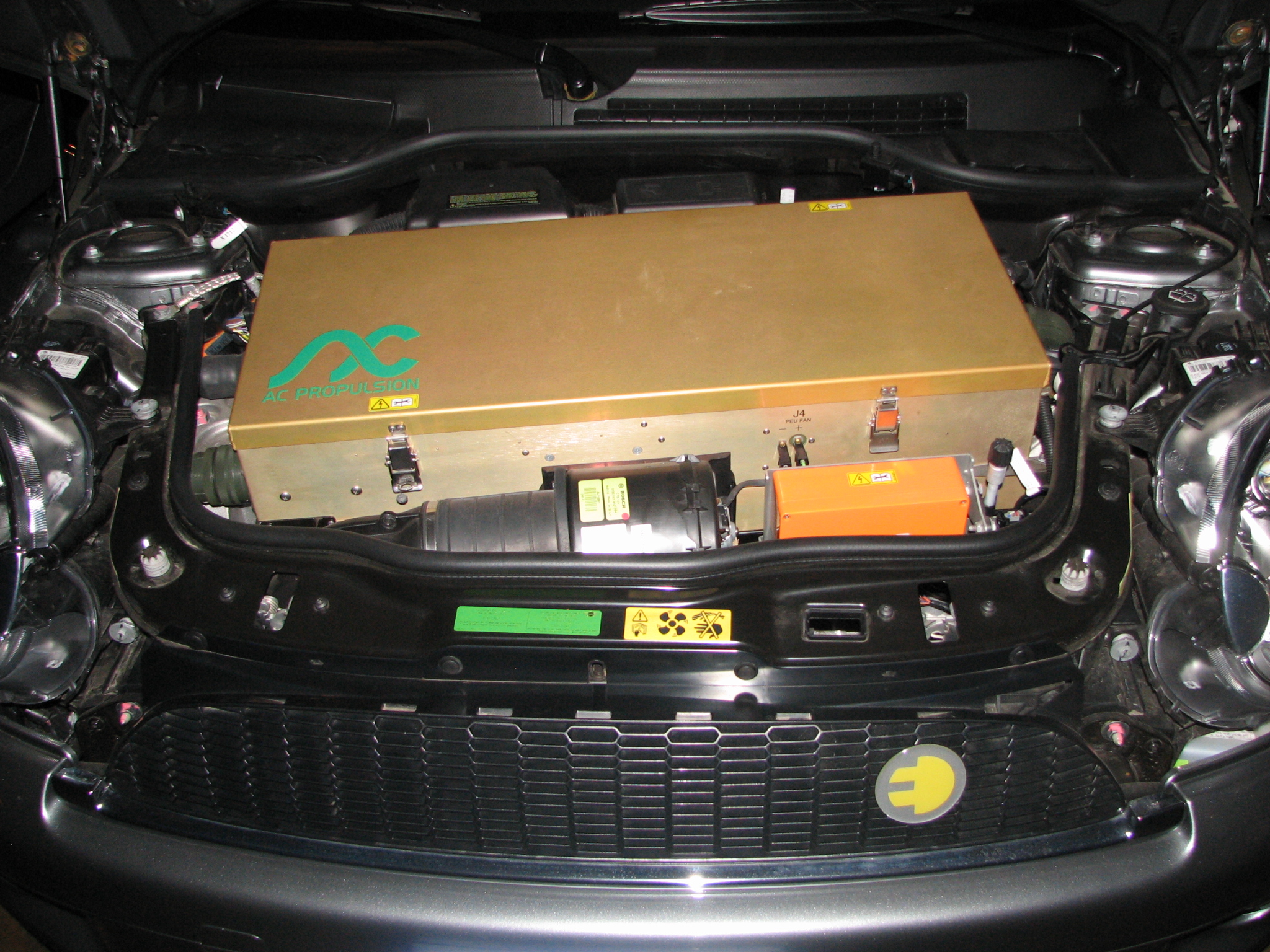
Mini E, "Motorraum"

### Mini Electric Concept (2017)
Der Prototyp des Mini Electric wurde auf der IAA 2017 als Mini Electric Concept präsentiert, nachdem bereits seit 2009 diverse Versuchs- und Experimentalfahrzeuge in der Karosserie des Minis unterwegs waren. So wurde zum Beispiel der Antrieb des BMW i3 in einem Mini auf seine Alltags- und Straßentauglichkeit getestet.

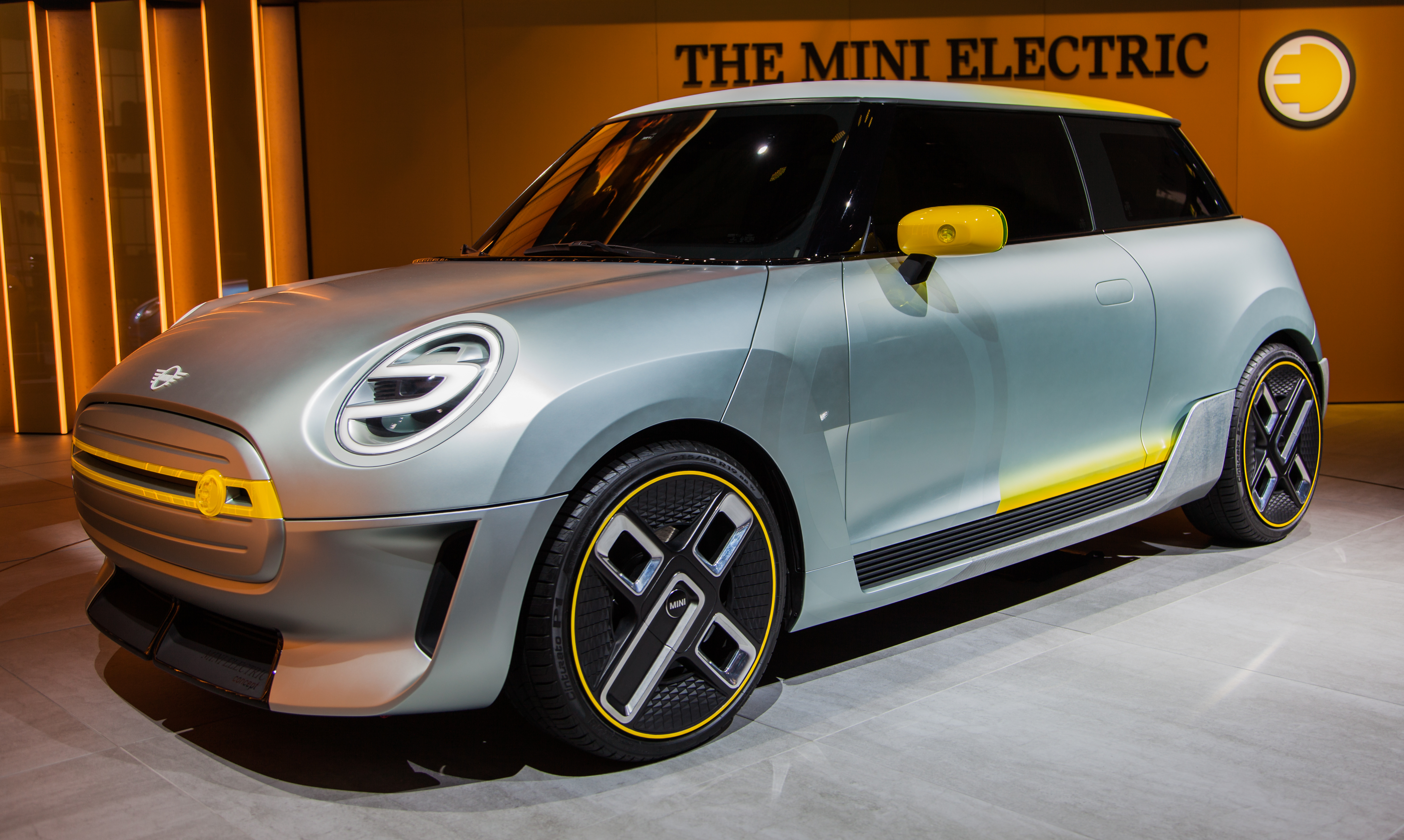
Mini Electric Concept, Seitenansicht
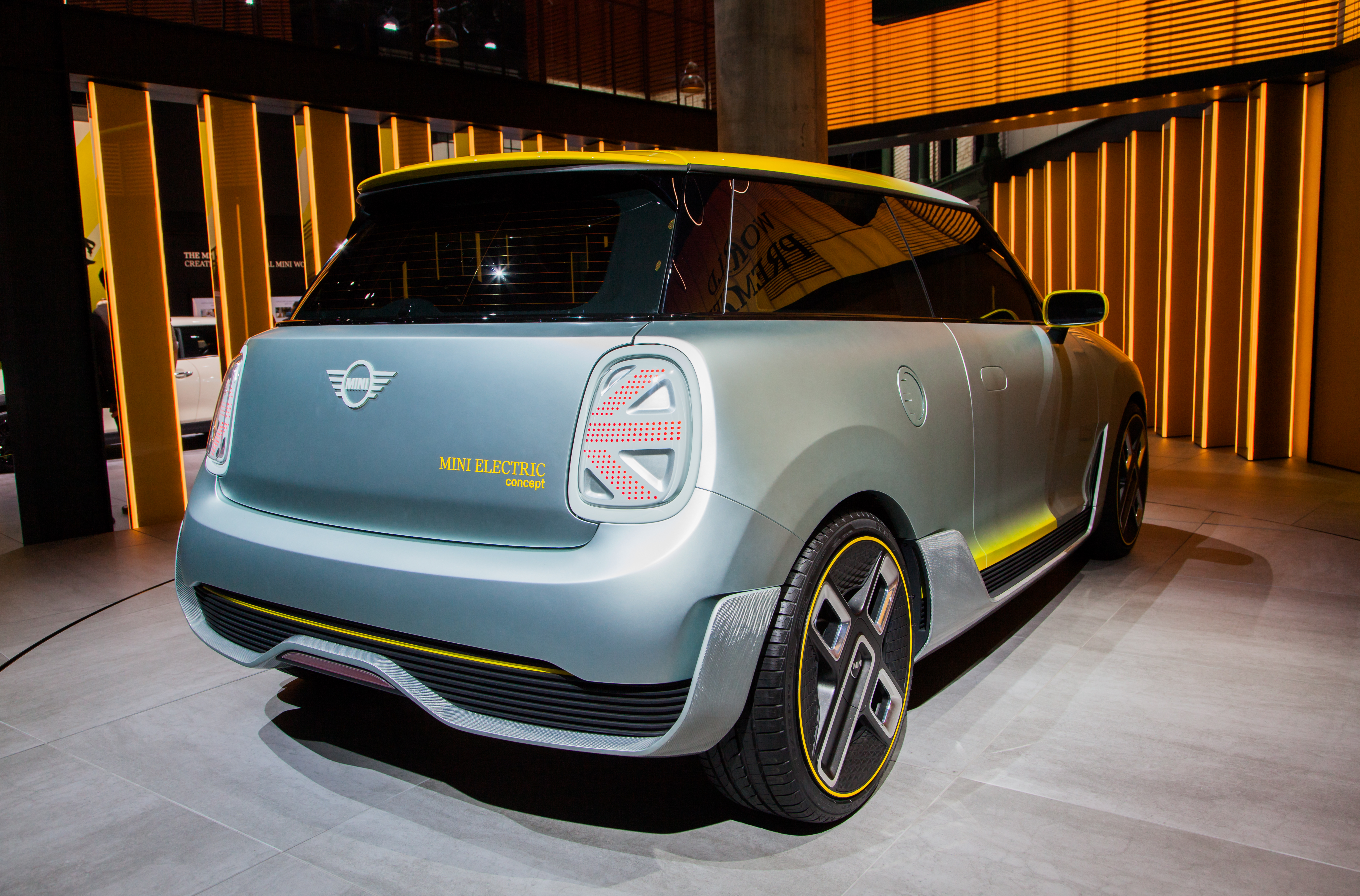
Mini Electric Concept, Heckansicht
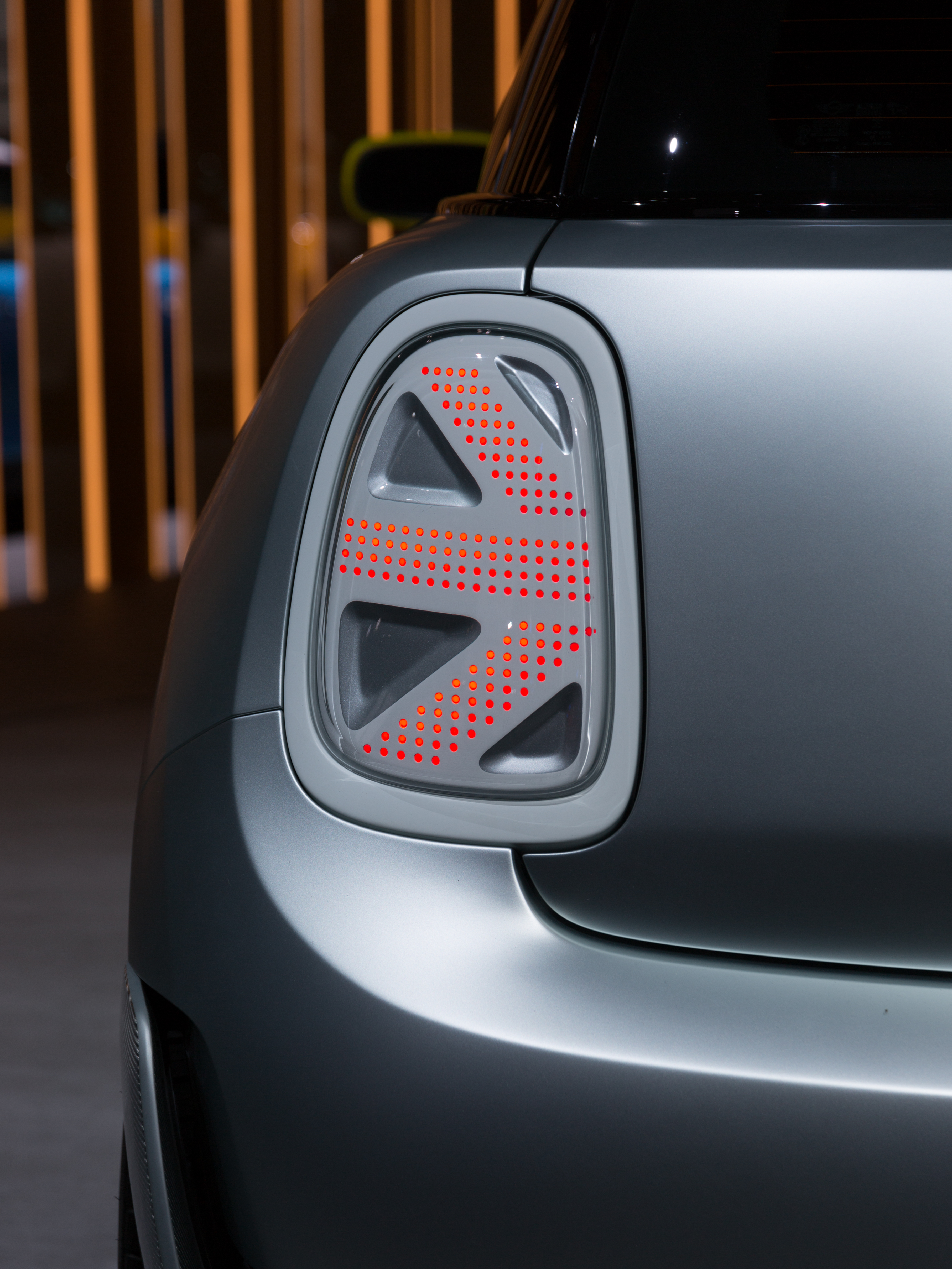
Der Union Jack als Rückleuchte

### Mini Strip by Paul Smith (2021)
2021 gestaltete der Modedesigner Paul Smith im Hinblick auf Nachhaltigkeit einen minimalistischen Mini Electric. Das Fahrzeug wurde komplett entkernt, die Karosserie ist lediglich mit Klarlack lackiert, Schrauben sind unverkleidet, um späteres Recycling zu erleichtern. Sein Glasdach besteht aus recyceltem Plexiglas. Im Innern finden sich natürliche Materialien wie Kork und Sitzbezüge aus gestricktem Textil; die Fußmatten sind aus recyceltem Gummi. Das Infotainment-System wurde durch ein Smartphone ersetzt.

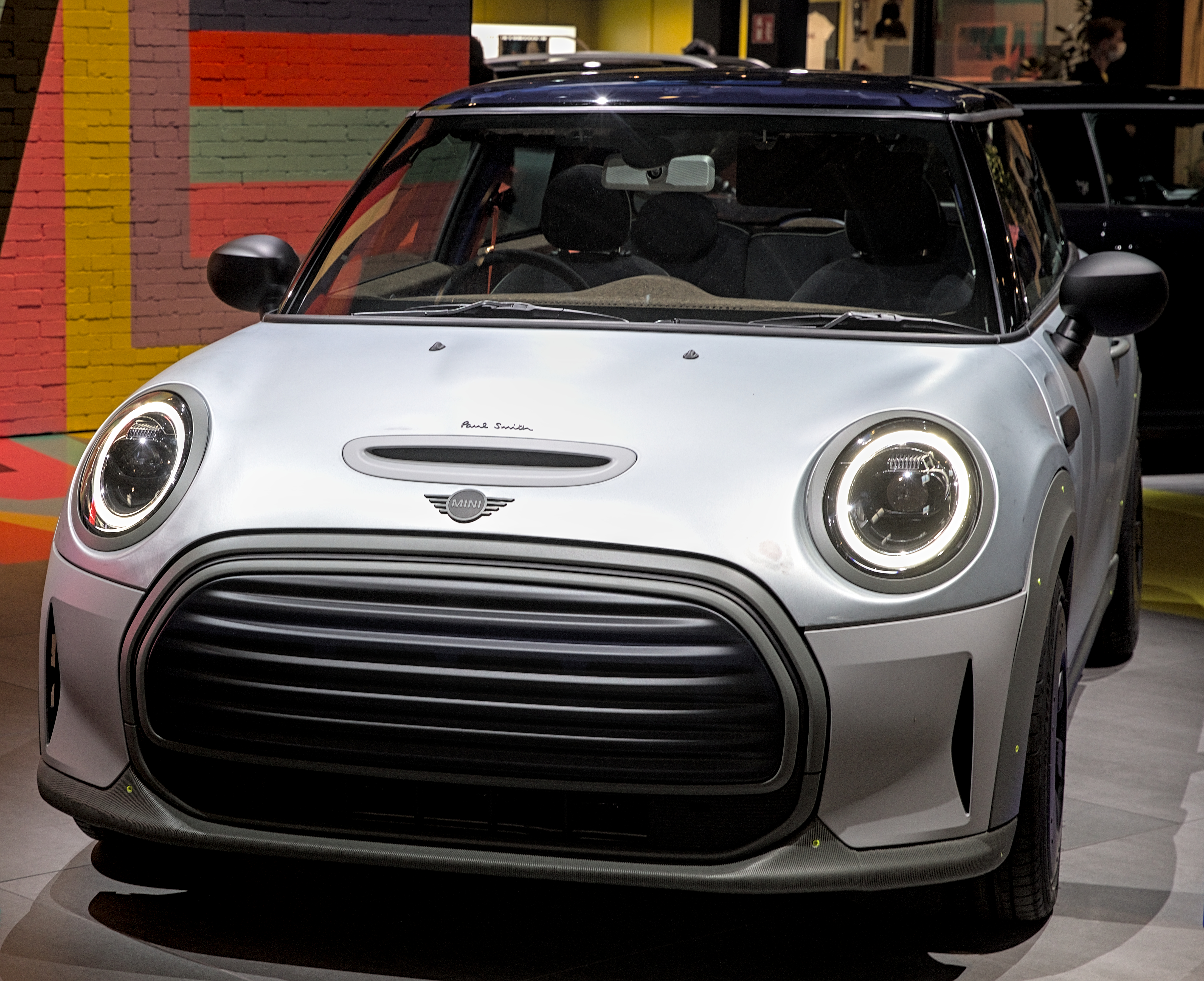
Mini Electric by Paul Smith, IAA 2021
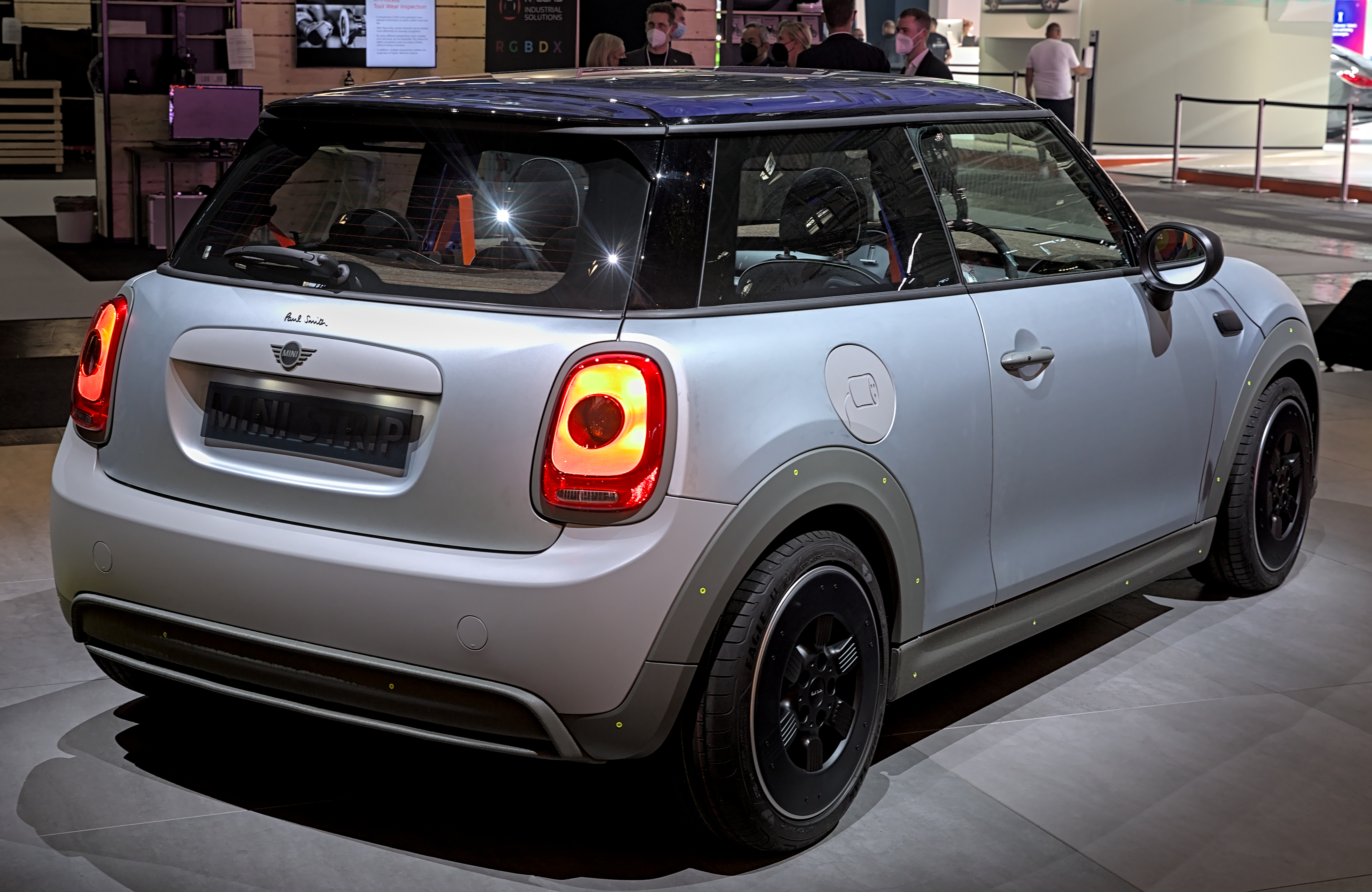
Heckansicht

## Zulassungszahlen
Zwischen 2018 und 2023 sind in Deutschland insgesamt 40.721 elektrisch angetriebene Mini neu zugelassen worden. 2023 stand er bei den zehn beliebtesten Elektroautos in Deutschland auf Platz zehn.
|  |

|  |

|  |

|  |

|  |

|  |

|  |

|  |

|  |

|  |

|  |

|  |

|  |

|  |

|  |

|  |

|  |

|  |

|  |

|  |

|  |

|  |

|  |

|  |

|  |

|  |

|  |

|  |

|  |

|  |

|  |

|  |

|  |

|  |

|  |

|  |

|  |

|  |

|  |

|  |

|  |

|  |

|  |

|  |

|  |

|  |

|  |

|  |

|  |

|  |

|  |

|  |

|  |

|  |

|  |

|  |

|  |

|  |

|  |

|  |

|  |

|  |

|  |

|  |

|  |

|  |

|  |

|  |

|  |

|  |

|  |

|  |

|  |

|  |

|  |

|  |

|  |

|  |

|  |

|  |

|  |

|  |

|  |

|  |

|  |

|  |

|  |

|  |

|  |

|  |

|  |

|  |

|  |

|  |

|  |

|  |

|  | Elektro (40.721) |

|  | Elektro (40.721) |

## Sonstiges
In der 2014 eingeführten FIA-Formel-E-Weltmeisterschaft wird sich der Mini Electric ab 2021 mit dem BMW i8 als Safety-Car abwechseln. Der Cooper SE wurde von BMW Motorsport überarbeitet: Dies betrifft Fahrwerk und Karosserie, die optisch an den John Cooper Works GP angelehnt ist. Durch konsequenten Leichtbau wurde das Mini Safety Car um etwa 130 kg leichter, der Antrieb liefert nun 135 kW mit 280 Nm Drehmoment. Vom Stand werden 100 km/h in 6,7 Sekunden erreicht.

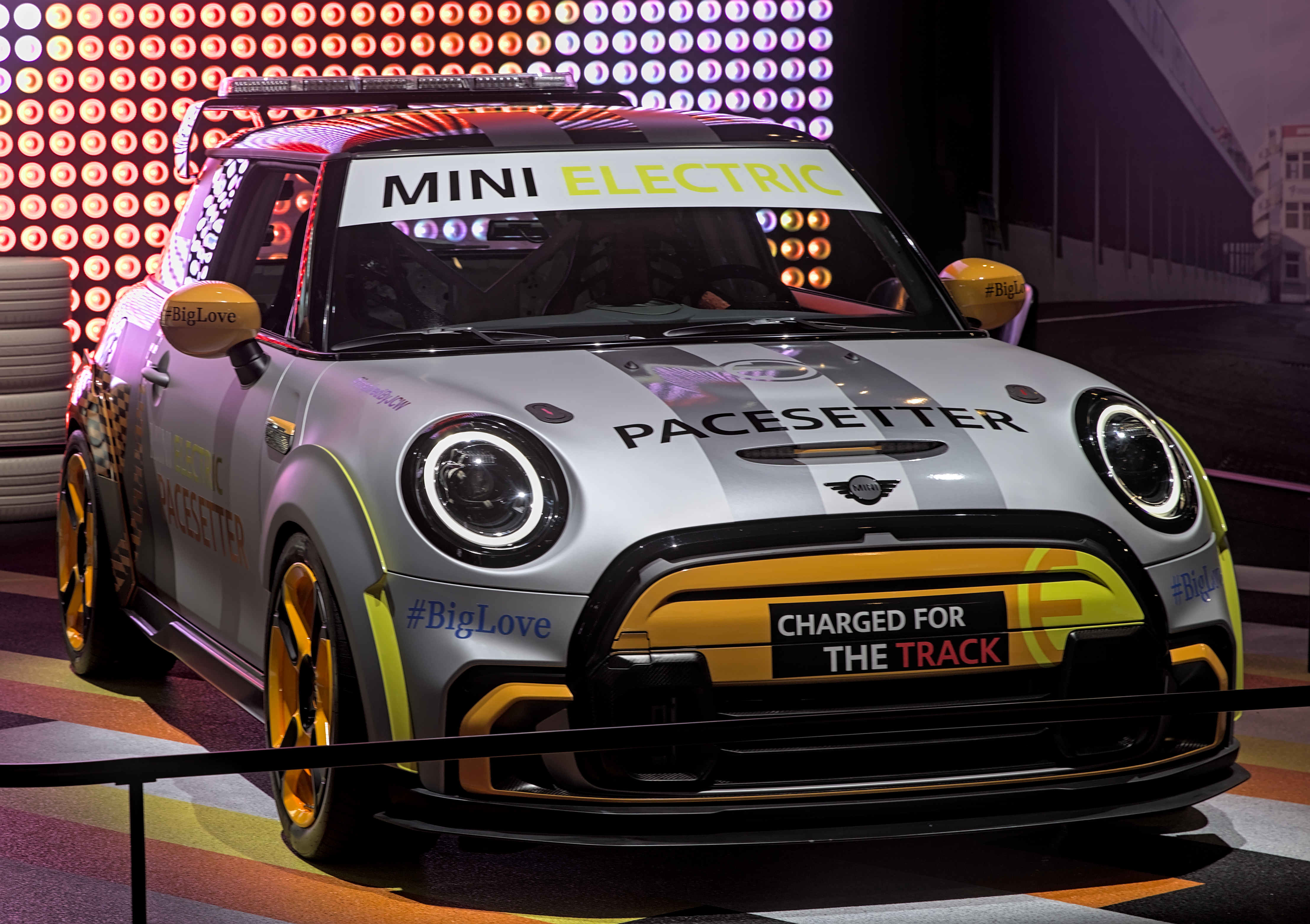
Mini Formel E Pacesetter, IAA 2021
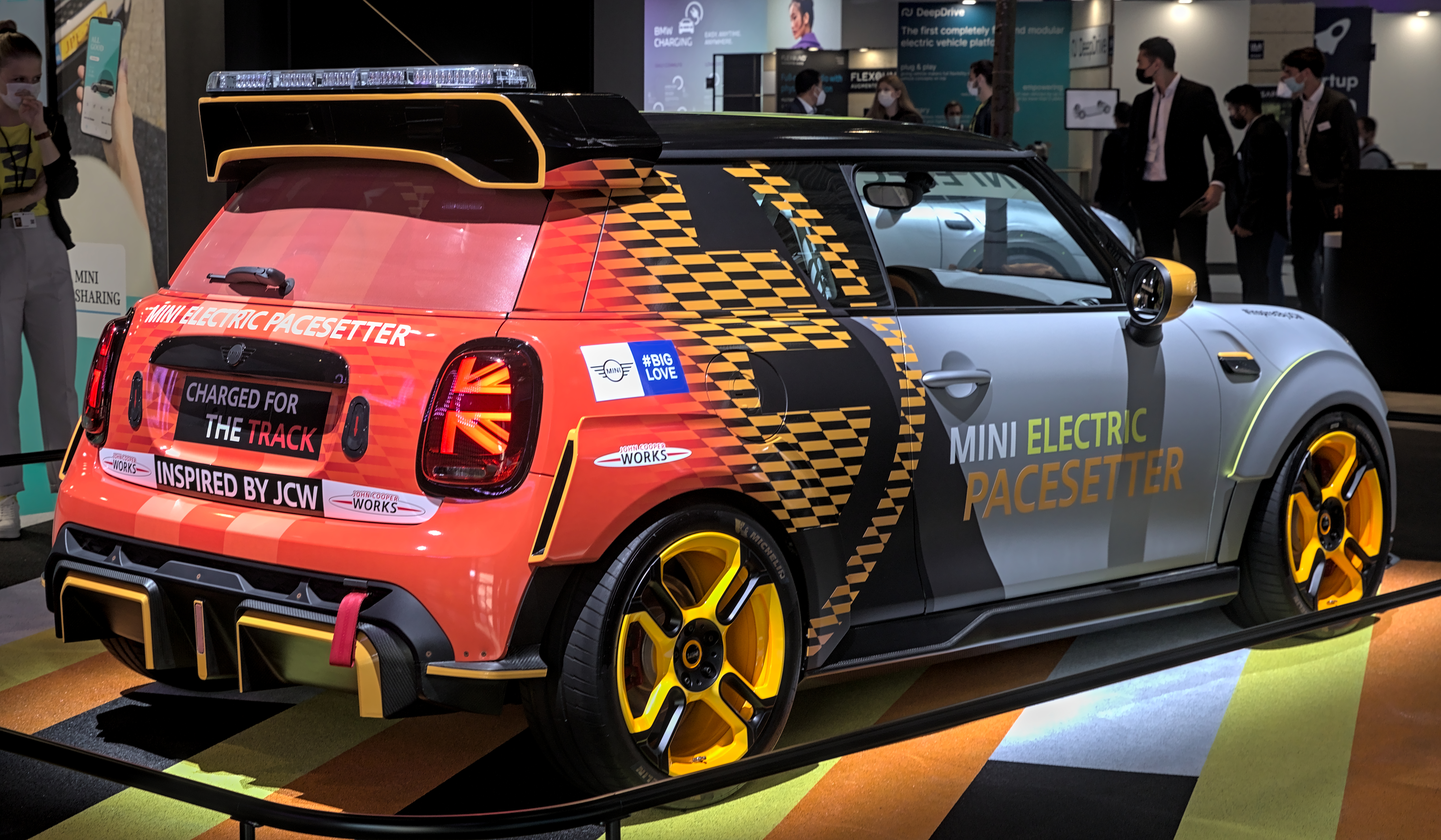
Heckansicht